# Carpathus
Carpathus (łac. Archidiœcesis Carpathiensis) – stolica historycznej archidiecezji w Cesarstwie Rzymskim, współcześnie w Grecji. Pierwszym wzmiankowanym biskupem był Bassus (IV w.). Od XX w. jest na liście katolickich archidiecezji tytularnych, od 1979 nie posiada arcybiskupa.

## Arcybiskupi tytularni
| Lp. | Biskup                             | Od                | Do                   |
| --- | ---------------------------------- | ----------------- | -------------------- |
| 1   | José de Jesús Fernández y Barragán | 11 listopada 1921 | 31 października 1928 |
| 2   | Giuseppe Lagumina                  | 15 lipca 1929     | 5 maja 1931          |
| 3   | Stanisław Gall                     | 16 lutego 1933    | 11 września 1942     |
| 4   | Franz Kamprath                     | 4 maja 1944       | 8 kwietnia 1952      |
| 5   | Nicolás Eugenio Navarro            | 23 kwietnia 1952  | 6 listopada 1960     |
| 6   | Jean-Baptiste Urrutia MEP          | 24 listopada 1960 | 15 stycznia 1979     |